# Leptosphaeria congesta
Leptosphaeria congesta är en svampart som beskrevs av M.T. Lucas 1963. Leptosphaeria congesta ingår i släktet Leptosphaeria och familjen Leptosphaeriaceae.   Inga underarter finns listade i Catalogue of Life.